# Lucilia aureovultu
Lucilia aureovultu är en tvåvingeart som beskrevs av Theowald 1957. Lucilia aureovultu ingår i släktet Lucilia och familjen spyflugor. Inga underarter finns listade i Catalogue of Life.